# Style cosse-de-pois

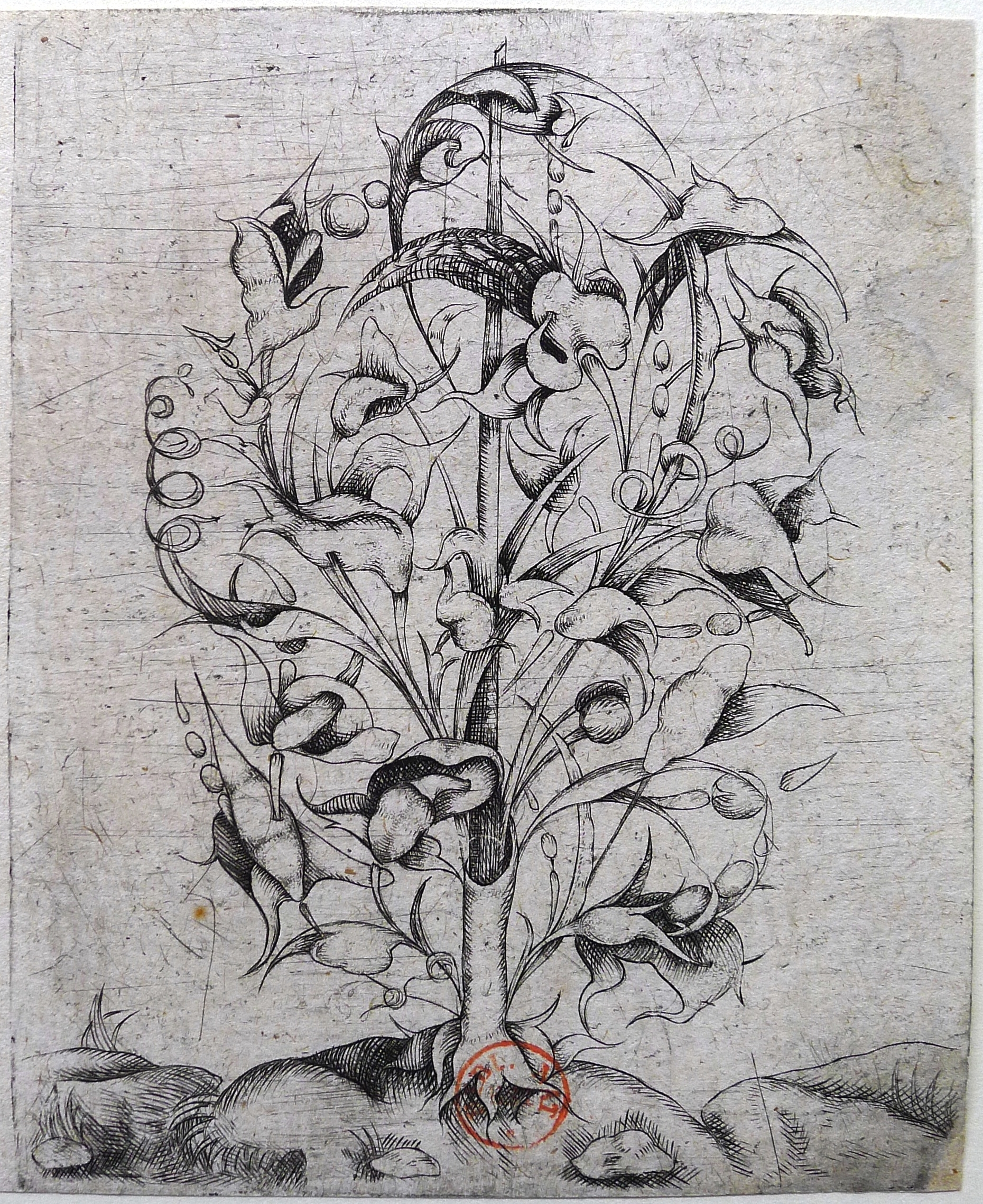
Estampe en style cosse-de-pois : il s'agit d'un modèle pour orfèvres, anonyme, certainement gravé et imprimé à Paris vers 1620-1625. No 17 du catalogue Bimbenet-Fuhring, BnF, Estampes, Rés. Lz-709-Pet. Fol.

Le style cosse-de-pois est un style ornemental de la première moitié du XVIIe siècle, qui se diffuse essentiellement dans l'orfèvrerie et la joaillerie, ainsi que dans l'estampe.

## Le style
Le style cosse-de-pois (pea-pod en anglais) se trouve en marge des grands courants stylistiques de la gravure d’ornement de la première moitié du XVIIe siècle. S’épanouissant pendant une courte période, il est un témoin de la créativité de l’ornement sous Henri IV et Louis XIII. Il est d’abord utilisé dans la joaillerie et le travail de l’émail à tel point que, par métonymie, on a appelé certains bijoux de ce nom.
Des recueils d’ornements gravés viennent diffuser ces formes. Peter Fuhring et Michèle Bimbenet en ont recensé une quarantaine, datant de 1612 à 1640. Plus de la moitié sont parisiens, en relation avec le contexte apaisé de la première moitié du XVIIe siècle et l’arrivée d’artisans italiens et flamands, ce qui favorise le développement d’un artisanat de luxe et la publication des recueils d’ornement en général. Il semble s’être plus précisément développé parmi les orfèvres privilégiés dans la grande galerie du Louvre. 
La formation des orfèvres est alors fortement axée sur le dessin et il ne fait pas de doute que la plupart de ces modèles sont dus à leurs mains, souvent dans leur prime jeunesse et parfois avant même leur maîtrise. La clientèle est elle aussi composée exclusivement d’orfèvres, amenés à réutiliser ces modèles dans leurs créations. M. Bimbenet et P. Fuhring apportent la preuve que ces recueils servaient à la formation des futurs orfèvres mais peinent à évaluer leur diffusion.
Ces deux auteurs donnent un catalogue complet des séries conservées de ce style. Il est à compléter par quelques épreuves localisées après parution de l'article.